# Родзевич Микола Миколайович
Микола Миколайович Родзевич (* 1875 — † 1919) — історик освіти.

## Життєпис та науковий доробок
Народився у Кутаїсі в родині дворян. Середню освіту отримав у 2-й Одеській гімназії. У 1894—1898 навчався на історико-філологічному факультетіті Імператорського Новоросійського університету.
Вплив на формування його наукових інтересів мав І. Линниченко. М. Родзевич спеціалізувався на вивченні історії Росії доби Івана Грозного. У 1896 р. під керівництвом І. Линниченка написав роботу «Губные учреждения эпохи Ивана Грозного». У 1897, за роботу «Земские реформы в эпоху Ивана Грозного», був нагороджений срібною медаллю. Після завершення навчання в університеті мав залишитись на кафедрі російської історії для підготовки до професорського звання під керівництвом І. Линниченка. Однак невдовзі відмовився від цієї перспективи на користь кар'єри викладача середньої школи.
На початку ХХ ст. викладав історію та географію у жіночій гімназії, реальному училищі Св. Павла, юнкерському училищі та кадетському корпусі в Одесі. Публікував підручники. На початку ХХ ст. він здійснив подорож до Західної Європи, де ознайомився зі станом шкільної освіти. У великому за обсягом есе намітив шляхи реформування російської шкільної освіти із залученням західного досвіду. У 1901 у доповіді на засіданні історико-філологічного товариства висловив своє бачення методики навчання історії у початкових класах середньої школи. Він закликав розпочинати викладання дітям з курсу краєзнавства, поєднуючи історію з географією, розповідати про біографії видатних осіб. Незважаючи на відмову від аспірантури не припинив історичних студій.
Під керівництвом І. Линниченка, використовуючи поради видатного київського історика В. Іконнікова, готував дисертацію про історію університетів у Російській імперії у 1850-х — 1860-х. Працював у С.-Петербурзьких архівах, з документами з архіву колишнього Новоросійського та Бессарабського генерал-губернатора в Одесі. Деякі результати своїх досліджень оприлюднив у доповідях на засіданнях ОТІС та ІФТ при ІНУ, які були надруковані у виданнях цих товариств.
На сторінках «Ведомостей Одесского градоначальства» наприкінці ХІХ ст. опублікував низку історико-краєзнавчих розвідок з історії освіти на Півдні України, що базувались на використанні архівних джерел. Внаслідок захоплення суспільно-політичною діяльністю відійшов від історико-наукових студій. Розірвав з ним стосунки і І. Линниченко, який був незадоволений радикалізмом поглядів свого учня. Організував та очолив чоловічу гімназію при Одеському Союзі російського народу, був одним з лідерів чорносотенного, право-монархічного руху в Одесі, брав участь у низці монархічних з'їздів та нарад. У жовтні 1906 організував та очолив «Одесский отдел Союза Русских Людей». Був гласним одеської міської думи. 1911 ініціював створення лекційного комітету при «Попечительстве о народной трезвости». У 1913 відкрив в Одесі губернський відділ «Всероссийского (дубровинского) Союза Русского Народа». У роки війни був редактором-видавцем газети «Русский голос», співпрацював у газетах «Армейский вестник» та «Киевлянин». 2.02.1919 був вбитий в Одесі за нез'ясованих обставин.
Творча спадщина нараховує приблизно 50 праць, здебільшого суспільно-політичного змісту. Частка історико-наукових робіт є невеликою (до 10). Як історик досліджував адміністративні реформи доби Івана Грозного у Московській державі, історію культури (переважно освіти) Півдня України у першій половині ХІХ ст. та історію університетської освіти у Російській імперії в першій половині ХІХ ст. У великій за обсягом студентській роботі хоча і опрацював велику кількість наукової літератури і полемізував з деякими висновками своїх попередників, все ж таки переважно переказував чи цитував їх думки. Виступив у ролі історика-архівіста та позитивіста, що прагнув оприлюднити якомога більшу кількість джерельного матеріалу. Найціннішим внеском в історичну науку слід вважати працю, присвячену аналізу другого статуту для ун-тів, який у 1835 запровадив міністр народної освіти С. Уваров. Використовуючи великий обсяг переважно друкованих джерел (статутів, програм, спогадів), він намагався спростувати погляд на цей статут як цілком регресивний для розвитку вищої освіти. У своїх наукових творах він не демонстрував крайнощів, що властиві його публіцистичним суспільно-політичним працям.

## Праці
- Проект наделения землей в г. Старом Крыме братства Искупления // ЗООИД. — Т. 22. — 1900. — Смесь;
- Заведение ланкастерских школ в Новороссии // Там само;
- Из истории начального образования на Юге России // Летопись историко-филологического общества при Новороссийском университете. — Т. VIII. — Одесса, 1900 (Протоколы);
- Земские реформы эпохи Ивана Грозного // Научное обозрение. — 1901. — № 6; 1902. — № 3, № 5, № 6; № 7;
- К истории русских историко-филологических факультетов // Летопись историко-филологического общества при Новороссийском университете. — Т. ХІІ. — Одеса, 1905 (Протоколи); Уваровский университет. — Харьков, 1904.

## Джерело
- Родзевич Микола Миколайович(рос.)